# Da Yuan Shuai

Platina proposta para a patente de Da Yuan Shuai no Exército de Libertação Popular.

Da Yuan Shuai (Ta Yuan Shuai; chinês tradicional: 大元帥, pinyin: dà yuán shuài, Wade–Giles: ta4 yüan2 shuai4) foi uma patente militar chinesa, geralmente traduzida como grão-marechal ou generalíssimo.
Durante o início da República da China, a patente de "grão-marechal do exército e da marinha" (陸海軍大元帥) foi assumida por Yuan Shikai em 1913, Sun Yat-sen em 1917 e Zhang Zuolin em 1927.
O governo nacionalista do Kuomintang substituiu a patente por "general de classe especial" ou "generalíssimo" (特級上將), conferida a Chiang Kai-shek em 1935.
A patente de "grão-marechal da República Popular da China" (中華人民共和國大元帥) foi proposta após o estabelecimento da república popular — talvez para Mao Tsé-Tung — mas nunca foi conferida.